# 1566-os busz
Az 1566-os jelzésű autóbuszvonal távolsági autóbuszjárat Pécs és Kecskemét között, melyet a MÁV Személyszállítási Zrt. lát el.

## Közlekedése
Egy járatpár közlekedik a hetek első iskolai előadási napját megelőző munkaszüneti napon. Útvonalának hossza Kecskemét és Pécs között 198,3 km, menetideje 4 óra 10 perc, Pécs és Kalocsa között 103,4 km, menetideje 1 óra 40 perc.

## Megállóhelyei
| 0 | Pécs, autóbusz-állomás végállomás      | 16 | 3, 3E, 4, 4Y, 6, 6E, 7, 7Y, 8, 13, 13E, 15, 20, 21, 21A, 22, 23, 23Y, 24, 30, 30Y, 31, 32, 32Y, 34Y, 35Y, 40, 41, 41Y, 41E, 42, 42Y, 43, 46, 60, 60A, 60Y, 73, 73Y, 103, 107E, 109E, 121, 130, 130A, 973 1134, 1486, 1503, 1504, 1524, 1535, 1562, 1564, 1568, 1569, 1577, 1578, 1641, 1665, 1668, 1673, 1707, 1740, 1742, 1843 5600, 5601, 5602, 5603, 5605, 5606, 5608, 5610, 5611, 5620, 5621, 5622, 5623, 5624, 5625, 5626, 5627, 5628, 5630, 5631, 5634, 5635, 5636, 5637, 5638, 5639, 5640, 5642, 5643, 5645, 5646, 5647, 5650, 5655, 5656, 5658, 5660, 5661, 5662, 5663, 5666, 5667, 5668, 5670, 5671, 5672, 5673, 5674, 5676, 5677, 5678, 5679, 5680, 5681, 5682, 5683, 5685, 5686, 5687, 5688, 5689, 5690, 5696, 5698, 5856, 5857 |
| ∫ | Szekszárd, autóbusz-állomás            | 15 | 1, 4, 4B, 6, 11, 16 1121, 1125, 1131, 1134, 1136, 1506, 1547, 1568, 1652, 1707, 1731, 1843 5353, 5359, 5400, 5403, 5404, 5405, 5406, 5407, 5408, 5410, 5411, 5412, 5413, 5414, 5415, 5416, 5417, 5420, 5421, 5422, 5423, 5424, 5425, 5426, 5429, 5430, 5431, 5432, 5434, 5435, 5436, 5438, 5439, 5440, 5441, 5442, 5445, 5446, 5447, 5448, 5624, 5630, 5631, 5634, 5923 személyvonat, Gemenc InterRégió, Sugovica expresszvonat |
| 1 | Bogyiszló, bejárati út                 | 14 | 5353, 5359 |
| 2 | Dusnok, autóbusz-váróterem             | 13 | 1110, 1113, 1123 5310, 5311, 5312, 5314, 5353, 5359 |
| 3 | Fajszi elágazás                        | 12 | 1110, 1113, 1123 5310, 5311, 5312, 5314, 5353, 5355, 5359 |
| 4 | Bátya, autóbusz-váróterem              | 11 | 1110, 1113, 1123 5310, 5311, 5312, 5314, 5353, 5355, 5359 |
| 5 | Kalocsa, autóbusz-állomás végállomás   | 10 | 555 1110, 1111, 1113, 1123, 1803 5056, 5058, 5218, 5227, 5232, 5243, 5295, 5306, 5310, 5311, 5312, 5314, 5316, 5349, 5353, 5355, 5359, 5360, 5364, 5365, 5366, 5367, 5368, 5369, 5370, 5371, 5372, 5373, 5375, 5376 |
|   | Öregcsertő, Iskola utca                | 9  | 5058, 5218, 5232, 5369 |
|   | Öregcsertő, bejárati út                | 8  | 555, 5056, 5058, 5218, 5232, 5295, 5349, 5369, 5372 |
|   | Kiskőrös, városháza                    | 7  | 555, 650 1115, 1507, 1510, 1513, 1535, 1568 5058, 5218, 5219, 5226, 5232, 5275, 5295, 5297, 5298, 5340, 5341, 5344, 5346, 5348, 5349, 5350, 5351, 5352, 5362 |
|   | Kiskőrös, vasútállomás                 | 6  | 555, 650 1115, 1535 5218, 5226, 5232, 5275, 5295, 5297, 5298, 5340, 5341, 5344, 5346, 5348, 5349, 5350, 5351, 5352 |
|   | Páhi, községháza                       | 5  | 555 1535 5226, 5232, 5239, 5341, 5354 |
|   | Izsák, Rendőrség                       | 4  | 555 1535, 1547 5225, 5226, 5227, 5229, 5232, 5234, 5239, 5271, 5341, 5354, 5502 |
|   | Ágasegyháza, autóbusz-váróterem        | 3  | 555 1535, 1547 5225, 5226, 5227, 5229, 5232, 5234, 5239, 5243, 5341, 5354, 5502 |
|   | Kecskemét, Egyetem (GAMF)              | 2  | 1, 5, 11, 11A, 15, 19, 22 555 1499, 1529, 1535, 1547 5207, 5224, 5225, 5226, 5227, 5229, 5230, 5231, 5232, 5233, 5234, 5235, 5237, 5238, 5239, 5243, 5244, 5354, 5359, 5502 |
|   | Kecskemét, Katona Gimnázium            | 1  | 1, 11, 11A, 15, 19, 22, 169 555 1499, 1529, 1535, 1547 5207, 5223, 5224, 5225, 5226, 5227, 5229, 5230, 5231, 5232, 5233, 5234, 5235, 5237, 5238, 5239, 5243, 5244, 5354, 5359, 5502 |
|   | Kecskemét, autóbusz-állomás végállomás | 0  | 1, 2D, 2S, 7, 7C, 12D, 15, 19, 21, 21D, 22, 25, 32 550, 551, 553, 555 1080, 1081, 1085, 1087, 1090, 1092, 1348, 1362, 1376, 1499, 1524, 1529, 1535, 1547 4777, 5075, 5076, 5202, 5203, 5205, 5206, 5207, 5208, 5209, 5210, 5211, 5212, 5213, 5214, 5215, 5216, 5217, 5218, 5219, 5220, 5221, 5222, 5223, 5224, 5225, 5226, 5227, 5228, 5229, 5230, 5231, 5232, 5233, 5234, 5235, 5237, 5238, 5239, 5240, 5241, 5242, 5243, 5244, 5245, 5250, 5255, 5258, 5279, 5354, 5359, 5387, 5502 |